# バラ曲線

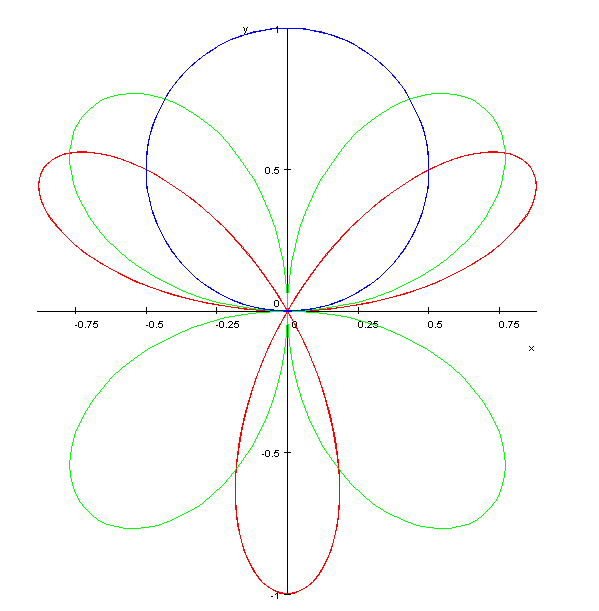
r = sin(nθ)
但しn=1（青）,n=2（緑）,n=3（赤）

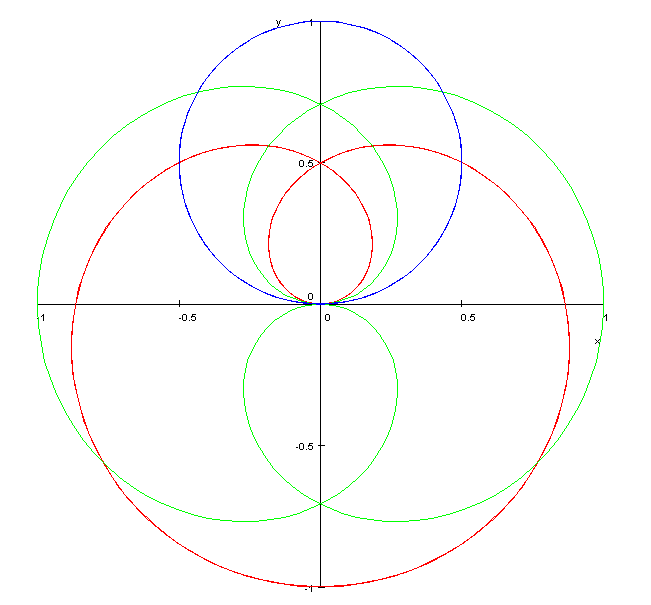
r = sin(θ/n)
但しn=1（青）,n=2（緑）,n=3（赤）

r = sin(θ×n/d)

バラ曲線（バラきょくせん、英: rose, rosecurve, rhodonea）は極座標の方程式{\displaystyle r=a\sin n\theta }または{\displaystyle r=a\cos n\theta }によって表される曲線である。バラに似た形のため、1723-1728年の間にイタリアの数学者であるルイージ・グイード・グランディにより、このように名付けられた。正葉曲線、正葉線とも呼ばれるが正葉線はデカルトの正葉線を指す場合もある。原点と「原点から最も離れた点」の距離はa である。cosのときの形はsinのときの形を回転させた形となる（逆も成り立つ）。

## 概要

### 一般的な性質
バラ曲線{\displaystyle r=a\cos(n\theta )}は、次のようにしてデカルト座標に変換できる。
{\displaystyle {\begin{aligned}x&=r\cos(\theta )=a\cos(n\theta )\cos(\theta )\\y&=r\sin(\theta )=a\cos(n\theta )\sin(\theta )\end{aligned}}}
また、
{\displaystyle \sin(n\theta )=\cos \left(n\theta -{\frac {\pi }{2}}\right)=\cos \left(n\left(\theta -{\frac {\pi }{2n}}\right)\right)}
であるから、r = a sin(nθ)はr = a cos(nθ)をπ/2n回転した形となる。また、n が偶数のとき 2n のループからなる。n が奇数のときn のループからなる。またn が分数の場合も考えることができる。nが有理数ならば、バラ曲線は、デカルト座標上の代数曲線である。

#### 花弁
- バラ曲線の極方程式の正弦波の半周期の部分のグラフをpetalという。1周期をT = 2π/kとすれば、r ≥ 0のT/2 = π/kの部分と、r ≤ 0の半分の部分である。
- すべてのpetalの形は一致する。また、(a,0)を頂上に持つpetalは範囲−T/4 ≤ θ ≤ T/4のpetalである。
- nが0でない整数であることと、バラ曲線が重ならないことは同値。

#### 対称性
- a cos(kθ) = a cos(−kθ)やa sin(kθ) = a sin(π − kθ)などから、バラ曲線は対称性や周期性を持つ。
- petalは原点を中心に回転移動して重なる。

## 整数の場合
{\displaystyle r=a\cos \theta }は次の式で表される円である。
{\displaystyle \left(x-{\frac {a}{2}}\right)^{2}+y^{2}=\left({\frac {a}{2}}\right)^{2}}
{\displaystyle r=a\cos 2\theta }はquadrifolium (quadrifolium) と呼ばれる。直交座標系では次の式で与えられる。
{\displaystyle \left(x^{2}+y^{2}\right)^{3}=a^{2}\left(x^{2}-y^{2}\right)^{2}}
{\displaystyle r=a\sin 2\theta }は四葉曲線（four leaved rose）、四葉線、正四葉線などと呼ばれる。
{\displaystyle r=a\cos 3\theta }はtrifoliumと呼ばれる。直交座標系では次の式で与えられる。
{\displaystyle \left(x^{2}+y^{2}\right)^{2}=a\left(x^{3}-3xy^{2}\right)}
{\displaystyle r=a\sin 3\theta }は三葉曲線（Three leaved rose）、三葉線、正三葉線などと呼ばれる。
{\displaystyle r=a\cos 4\theta }はoctafoliumと呼ばれ、直交座標系では次の式で与えられる。
{\displaystyle \left(x^{2}+y^{2}\right)^{5}=a^{2}\left(x^{4}-6x^{2}y^{2}+y^{4}\right)^{2}}
{\displaystyle r=a\cos 5\theta }はpentafoliumと呼ばれ、直交座標系では次の式で与えられる。
{\displaystyle \left(x^{2}+y^{2}\right)^{3}=a\left(x^{5}-10x^{3}y^{2}+5xy^{4}\right)}

### 面積
{\displaystyle r=a\sin k\theta }の面積は次の式で与えられる。
{\displaystyle {\begin{aligned}{\frac {1}{2}}\int _{0}^{2\pi }(a\cos(k\theta ))^{2}\,d\theta &={\frac {a^{2}}{2}}\left(\pi +{\frac {\sin(4k\pi )}{4k}}\right)={\frac {\pi a^{2}}{2}}&&\quad {\text{for even }}k\\[8px]{\frac {1}{2}}\int _{0}^{\pi }(a\cos(k\theta ))^{2}\,d\theta &={\frac {a^{2}}{2}}\left({\frac {\pi }{2}}+{\frac {\sin(2k\pi )}{4k}}\right)={\frac {\pi a^{2}}{4}}&&\quad {\text{for odd }}k\end{aligned}}}
一枚のpetalの面積はこれらをkで割ることにより得られる。

## 有理数の場合
既約分数k = n/dのバラ曲線のpetalの数は、既約分数1/2 − 1/2k = n − d/2nの分母と等しい。nが偶数、dが奇数の場合、点対称な図形となる。またすべてのバラ曲線は円r = aに内接する。

### Dürer folium
k = 1/2ならば、バラ曲線はDürer foliumと呼ばれる。アルブレヒト・デューラーの名を冠する。a cos(θ/2) ≠ a sin(θ/2)であってもr = a cos(θ/2)とr = a sin(θ/2)は一致する。直交座標では次の式で表される。
{\displaystyle \left(x^{2}+y^{2}\right)\left(2\left(x^{2}+y^{2}\right)-a^{2}\right)^{2}=a^{4}x^{2}}

### limaçon trisectrix
k = 1/3ならば、Limaçon trisectrix (Limaçon trisectrix) を成す。この曲線は角の三等分に使われる。

## 無理数の場合
{\displaystyle r=a\sin n\theta }のnが無理数である場合、グラフが閉曲線となることはない。